# Gloster Gauntlet
Глостер «Гонтлет» (англ. Gloster Gauntlet) — британский истребитель межвоенного периода. Спроектирован в КБ фирмы «Gloster Aircraft» под руководством Генри Фолланда (Henry Philip Folland). Представлял собой одномоторный биплан цельнометаллической конструкции с неубирающимся шасси.
Самолёт создан в процессе развития прототипа SS.18, впервые взлетевшего в январе 1929 года. Последовательные модификации SS.18A, SS.19, SS.19A и SS.19B привёли к созданию на базе последнего серийного самолёта под наименованием Гонтлет I. Серийное производство истребителя велось на заводе «Глостер» в Хэкклкоте с февраля 1934 года. Снят с производства в 1937 году после выпуска 228 экземпляров.
Дания в 1936 году получила лицензию на Gloster Gauntlet и после получения из Англии одного экземпляра в качестве эталона (серийный номер J-21), армейская авиационная войсковая мастерская (дат. Haerens Flyvertropper Vaerksteder) произвела ещё 17 экземпляров (J-22 — J-38). К концу 1938 года ими была полностью укомплектована 1-я эскадрилья Haerens Flyverkorps — первая датская истребительная авиачасть.
Самолёт состоял на вооружении в Великобритании с февраля 1934 года, в Дании с 1936 года, в Финляндии с 1940 года, а также в Южной Родезии.
В составе RAF самолёт эксплуатировался в метрополии в качестве истребителя до октября 1939 года. В 1939—1940 годах использовались как лёгкие штурмовики против повстанцев в Палестине. С мая 1940 года служили в ПВО Каира.
С лета 1940 года «Гонтлеты» воевали в пустыне на границе Судана как лёгкие штурмовики и пикирующие бомбардировщики против итальянских войск, в том числе и ночью. В августе — сентябре 1940 года на этом же фронте ограниченно применялись в качестве истребителя. Как минимум, в одном воздушном бою сбит итальянский бомбардировщик Caproni Ca.133.
Осенью 1940 года применялись в качестве штурмовиков в Ливии. С конца этого года эти самолёты использовали только в учебных целях.
Датские самолёты частично были уничтожены 9 апреля 1940 года во время вторжения немецких войск в страну. Остальные были захвачены немцами и больше не использовались.
Финские ВВС, получившие партию самолётов «Гонтлет» II, использовали их как учебно-тренировочные.
Снят с вооружения в Великобритании в 1944 году, в Финляндии — в конце 1945 года.

## Модификации
- SS.18 : Прототип, двигатель Bristol Mercury IIA (450 л.с. / 336 кВт).
- SS.18A : SS.18 с двигателем Bristol Jupiter VIIF (480 л.с. / 358 кВт).
- SS.18B : SS.18 с двигателем Armstrong Siddeley Panther III (560 л.с. / 418 кВт).
- SS.19 : Прототип, двигатель Bristol Jupiter.Gloster SS.19 фотография из журнала L'Aerophile за май 1932 года.

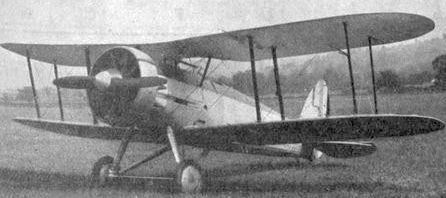
Gloster SS.19 фотография из журнала L'Aerophile за май 1932 года.

- SS.19A : SS.19 с обтекателями колёс (позже сняты).
- SS.19B : Прототип с двигателем Bristol Jupiter VIS (536 л.с. / 400 кВт).
- Gauntlet Mk I : Серийный вариант для британских ВВС; выпущено 24.
- Gauntlet Mk II : Модифицированный Mk I; выпущено 221.

## Лётно-технические характеристики

Схема самолёта Gloster Gauntlet

Источник данных: Gloster Aircraft since 1917

Технические характеристики
- Экипаж: 1 пилот
- Длина: 8,05 м
- Размах крыла: 9,995 м
- Высота: 3,12 м
- Площадь крыла: 29,3 м²
- Масса пустого: 1 256 кг
- Нормальная взлётная масса: 1 801 кг
- Силовая установка: 1 × звездообразный, 9-цилиндровый, воздушного охлаждения Bristol Mercury VI S2
- Мощность двигателей: 1 × 645 л.с. (1 × 481 кВт)
- Воздушный винт: двухлопастный, фиксированного шага

Лётные характеристики
- Максимальная скорость: 370 км/ч (на 4800 м)
- Практическая дальность: 740 км
- Практический потолок: 10 200 м
- Скороподъёмность: 12 м/с (6000 м за 9 мин)
- Нагрузка на крыло: 62 кг/м² (расч.)
- Тяговооружённость: 0,266 кВт/кг

Вооружение
- Стрелково-пушечное: 2 × 7,71 мм синхронизированных пулемёта Виккерс Mk. V (600 патронов на ствол.[3])

## Эксплуатанты
Великобритания
- Royal Air Force: эскадрильи 6, 17, 19, 32, 33, 46, 47, 54, 56, 65, 66, 73, 74, 79, 80, 111, 112, 151, 213, 234, 237, 504, 601, 602, 615, 616.

 Австралия
- ВВС Австралии: эскадрилья № 3.

 Южно-Африканский Союз
- ВВС ЮАС: эскадрильи №№ 1 и 2.

 Южная Родезия
- ВВС Южной Родезии: эскадрилья № 1.

 Дания
- Армейский авиационный корпус: эскадрилья № 1.

 Финляндия
- ВВС Финляндии: эскадрильи №№ 30, 34, 25, 17, 35